# Събмишън
Събмишън е термин в бойните спортове, означаващ предаване на противника, което води до незабавно поражение.

## Сигнализиране на събмишън
Предаването (на английски: tap out) най-често се изпълнява чрез видимо потупване по пода или противника с ръка или в някои случаи с крака, или чрез изговаряне на думата „tap“, с което се сигнализира противника и/или рефера. В някои бойни спортове (напр. бокса), в които боецът има един или повече секунданти (cornermen), секундантът също може да спре битката, като „хвърли кърпата“ (обикновено като хвърли буквално кърпа на ринга) или влезе в ринга по време на рунда, което може да се счита за предаване.

## Технически събмишън
Технически събмишън може да възникне, когато реферът или лекарят спре битката, защото боецът е получил сериозно нараняване или е оставен в безсъзнание, докато е бил в положение на събмишън, и не може да даде сам сигнал за предаване или контузията му не позволява да продължи битката.
Пример за технически събмишън от лекар е счупване, вследствие на техниката армбар (arm bar) или загуба на съзнание, вследствие на задушаване. И в двата случая боецът не е способен да потупа, за да даде сигнал за предаване, заради което длъжностното лице е това, което решава, че боецът не може безопасно да продължи да се бие. В този случай изходът от битката се нарича технически събмишън или технически нокаут (TKO – technical knockout), в зависимост от правилата, използвани за мача. В UFC техническия събмишън се записва като събмишън, а всеки събмишън, вследствие на удари, се счита за технически нокаут.

## Събмишън файтинг
Събмишън файтинг (граплинг) се нарича стратегия, чиято цел е заемане на доминираща позиция (напр. събаряне на противника на земята) и изпълняване на техниката ключ, която да доведе до събмишън. Бойните изкуства, разчитащи на тази стратегия, са бразилско джиу джицу, самбо, джудо, борба-кеч, Shoot Wrestling,

## Събмишън позиции
Най-популярните позиции в събмишън файтинга, т.е. позиции предразполагащи изпълнението на събмишън, са:
- Guard – боецът е на гърба си и използва краката си за да контролира и да се защитава от опонента си
  - Full Guard – и двата крака са преплетени около торса на боеца
  - Closed Guard – като full guard, но краката не са заключени и преплетени
  - Half Guard – опонентът е наполовина в guard, само с единия крак
  - Butterfly Guard – ходилата на боеца са стъпили на вътрешната част на бедрата на опонента
  - Spider Guard – боецът държи ръцете на опонента докато го контролира със стъпалата на краката си
  - De La Riva Guard – вид open guard, който се използва когато опонента е изправен. Известен е още като Jello Guard.
  - X – Guard – вид open guard, който се използва при изправен опонент
- Mount – доминираща позиция върху опонента
  - Top Mount – разкрачен и седнал върху торсът на опонента, докато той е с гръб на пода
  - Rear Mount – отново седнал на торса на опонента, но той е с лице надолу
  - Side Mount – позиция в която сте отгоре и отстрани на опонента. Известна е още като side control или cross mount.
  - Reverse Mount – същото като top mount, само че боецът е с лице към краката на опонента
- North/South позиция – един човек отгоре и един отдолу, гърди в гърди, лицата са в различни посоки
- Knee on Stomach – коляното е поставено върху стомаха на опонента от доминираща позиция
- Scarf Hold – върху и отстрани на опонента, придържайки главата и едната му ръка
- Модифициран Scarf Hold – отново отгоре и встрани на опонента, но придържайки и двете му ръце